# Homalothecium incompletum
Homalothecium incompletum är en bladmossart som beskrevs av Georg Friedrich von Jaeger 1880. Homalothecium incompletum ingår i släktet lockmossor, och familjen Brachytheciaceae. Inga underarter finns listade i Catalogue of Life.